# Wojciech Kosiedowski
Wojciech Walerian Kosiedowski (ur. 14 kwietnia 1946 w Leśnie, woj. pomorskie) – polski ekonomista, profesor nauk ekonomicznych, specjalizujący się w polityce gospodarczej, integracji międzynarodowej i gospodarce Europy Środkowej i Wschodniej.

## Życiorys[1][3]
Ukończył studia magisterskie w Wyższej Szkole Ekonomicznej w Poznaniu (1969). W latach 1971–2018 pracował w Uniwersytecie Mikołaja Kopernika w Toruniu na stanowiskach od asystenta do profesora zwyczajnego, po czym przeszedł na emeryturę. W UMK pełnił funkcje kierownika Katedry Integracji Europejskiej i Studiów Regionalnych (1997–2018) i kierownika Centrum Badań Europy Środkowej i Wschodniej (2013–2018). Ponadto pracował w Akademii Bydgoskiej (kierownik Zakładu Polityki Gospodarczej), Wyższej Szkole Humanistyczno – Ekonomicznej we Włocławku (dziekan Wydziału Ekonomii i kierownik Zakładu Międzynarodowych Stosunków Gospodarczych); Uniwersytecie Dyneburskim w Dyneburgu (Daugavpils, Łotwa) i w innych uczelniach polskich i zagranicznych. W 1979 uzyskał stopień doktora w Akademii Ekonomicznej w Krakowie, a w 1993 stopień doktora habilitowanego w Akademii Ekonomicznej w Poznaniu. W 2010 r. otrzymał tytuł profesora nauk ekonomicznych.
Jako stypendysta polskiego rządu odbył długoterminowy staż w Uniwersytecie im M.W. Łomonosowa w Moskwie. Zrealizował liczne wyjazdy naukowe do uniwersytetów w Petersburgu, Irkucku, Tbilisi, Taszkiencie, Mińsku, Grodnie, Tartu, Tallinie, Rydze, Kłajpedzie, Wilnie i in.; wielokrotnie prowadził wykłady za granicą,  m.in. w Rostocku, Hamburgu, Mińsku, Ałma-Acie, Perejasławiu Chmielnickim.

## Odznaczenia i wyróżnienia[1]
- Krzyż Kawalerski Orderu Odrodzenia Polski (2011)
- Złoty Krzyż Zasługi (1998)
- Medal Komisji Edukacji Narodowej (2001)
- Złoty Medal Za Długoletnią Służbę (2016)
- Medal Za Zasługi Dla Rozwoju Uniwersytetu Mikołaja Kopernika (2015)
- Medal Za Zasługi Dla Rozwoju Wyższej Szkoły Humanistyczno-Ekonomicznej we Włocławku (2013)
- Medal Instytutu Ekonomii Białoruskiej Narodowej Akademii Nauk w Mińsku (2005)
- Medal im. Grigorija Skovorody, Ukraina (2016)
- Medal Za Zasługi Dla Rozwoju Ukrainy (2017)
- tytuł doktora honoris causa Uniwersytetu w Daugavpils, Łotwa (2004)[4]
- tytuł profesora honorowego Państwowego Uniwersytetu Pedagogicznego im. Grigorija Skoworody w Perejasławiu Chmielnickim, Ukraina (2013)

## Wybrane publikacje[5]
- Czynniki i potencjał lokalizacji przemysłu w regionie, Toruń: Uniwersytet Mikołaja Kopernika, seria „Rozprawy”, 1984, s.142.
- Transformacja społeczno-gospodarcza postkomunistycznych państw bałtyckich, Toruń: Uniwersytet Mikołaja Kopernika, 1996, s. 160 (red. nauk. i współautorstwo), ISBN 83-231-0790-4.
- The meaning of the cross-border cooperation in the development of border regions (on the example of North-Eastern Poland), „The Geographical Yearbook”, No XXXIV(1), Vilnius: Institute of Geography Lithuanian Geographical Society, 2001, ISSN 0132-3156.
- Między Europą Zachodnią a Rosją. Makroekonomia państw środkowego pogranicza, [w:] E. Teichmann (red.), Szersza Europa i nowa polityka sąsiedztwa Unii Europejskiej, Warszawa: Oficyna Wydawnicza Szkoły Głównej Handlowej, 2004, s. 244, ISBN 83-7378-117-X.
- Regionalne aspekty rozwoju Europy Środkowo–Wschodniej w nowych warunkach systemowych, [w:] M. Klamut (red.), Polityka ekonomiczna. Współczesne wyzwania, Warszawa: Wydawnictwo Naukowe PWN, 2007, s. 391, ISBN 978-83-01-15309-0.
- Regiony Europy Środkowo-Wschodniej w procesie integracji (ze szczególnym uwzględnieniem wschodniego pogranicza Unii Europejskiej), Toruń: Wydawnictwo Naukowe UMK, 2008, s. 344, ISBN 978-83-231-2328-6.
- Zarządzanie rozwojem regionalnym i lokalnym, [w:] Z. Strzelecki (red.), Gospodarka regionalna i lokalna, Warszawa: Wydawnictwo Naukowe PWN, 2008, s. 330, ISBN 978-83-01-15451-6.
- Macroeconomic Conditions of the Development of Countries of North-Eastern Borderland of the European Union, [w:] A. Ignasiak-Szulc, W.  Kosiedowski (red.), Between Europe and Russia. Problems of Development and Transborder Co-operation in North-Eastern Borderland of the European Union, Toruń: Wydawnictwo Naukowe UMK, 2009, s. 283, ISBN 978-83-231-2348-4.
- Pogranicze w trakcie przemian. Rozwój i współpraca transgraniczna regionów Polski Wschodniej i państw sąsiednich w kontekście integracji europejskiej, Toruń: Wydawnictwo Naukowe UMK, 2009, s. 480 (red. nauk. i współautorstwo), ISBN 978-83-231-2341-5[5].
- Kapitał ludzki w procesie przemian Europy Środkowej i Wschodniej. Aspekty makroekonomiczne i regionalne, Toruń: Dom Organizatora TNOiK, 2010, s. 644 (red.  nauk. i współautorstwo), ISBN 978-83-7285-557-2.
- Labour Markets of the European Union and Belarus - Selected Similarities and Differences, „Rocznik Instytutu Europy Środkowo-Wschodniej”, r. 9, z. 4, Lublin 2011 (wspólnie z A. Vankevitch), ISSN 1732-1395.
- Competitiveness of National Economies in the Contex of the Global Financial Crisis (case study of the EU Eastern border countries), „Rossija i sovremiennyj mir” (Russia and the Contemporary World), No 1(78), Moskva: Rosijskaja Akademija Nauk,  2013, ISSN 1726-5223.
- Rozwój społeczno-gospodarczy i reformy na Białorusi w okresie transformacji, [w:] W. Kosiedowski (red.), Współczesna Białoruś: społeczeństwo i gospodarka czasu przemian, Toruń: Wydawnictwo Naukowe UMK, 2013, s. 328, ISBN 978-83-231-3168-7.
- Gospodarka Rosji, [w:] A. Mironowicz (red.), Wprowadzenie do studiów wschodnioeuropejskich, t. 3, Rosja, Lublin: Uniwersytet Marii Curie – Skłodowskiej, 2013, s. 312, ISBN 978-83-63503-07-9.
- Gospodarka Białorusi w trakcie przemian: spojrzenie z Polski, „Białoruskie Zeszyty Historyczne”, nr 39, Białystok: Białoruskie Towarzystwo Historyczne, 2013, ISSN 1232-7468.
- Statistical Methods for Analysis of Regional Development as a Multidimensional Socioeconomic Phenomenon (wspólnie z O. Lavrinenko), [w:] A. Ignasiak-Szulc, W. Kosiedowski (red..), Problems of Economic Policy of the Central and Eastern Europe Countries: Macroeconomic and Regional Aspects, Toruń: Wydawnictwo Naukowe UMK, 2014, s. 504, ISBN 978-83-231-3285-1.